# Hitzendorf
Hitzendorf é um município da Áustria, situado no distrito de Graz-Umgebung, na estado da Estíria. Tem 48,88 km² de área e sua população em 2019 foi estimada em 7.122 habitantes.